# Super Idol
Super Idol fue la primera versión griega del exitoso talent show británico Pop Idol. La finalidad del programa era encontrar a la próxima estrella pop. El programa inició el 8 de febrero de 2004 y finalizó el 17 de junio del mismo año. El concurso fue presentado por Themis Georgantas.
Debido a los bajos índices de audiencia, Mega Channel decidió cancelar el programa después de sólo una temporada.

## Audiciones
El show comenzó en 2004 y las audiciones se llevaron a cabo en tres lugares: Chipre, Tesalónica y finalmente Atenas. El ganador, Stavros, era de Chipre.

## Semifinalistas
- Top 50

| Fecha       | Primero(a)           | Segundo(a)           |
| 18 de marzo | Giorgos Petritis     | Andreas Menelaou     |
| 25 de marzo | Georgia Lazopoulou   | Vasia Bresta         |
| 1 de abril  | Christos Zan Batist  | Chriso Stamatopoulou |
| 8 de abril  | Tamta Goduadze       | Nikos Ganos          |
| 15 de abril | Stavros Konstantinou | Theodoris Panas      |

## Finales
| Mujer | Hombre | Top 10 |

| Botón 3 | Botón 2 | Eliminado |

| Etapa:  | Etapa:               | Finales    | Finales    | Finales    | Finales    | Finales    | Finales    | Finales    | Finales    | Finales    |            |            |
| Semana: | Semana:              | 4/22       | 4/29       | 5/6        | 5/13       | 5/20       | 5/27       | 6/3        | 6/10       | 6/17       |            |            |
| Lugar   | Concursante          | Resultados | Resultados | Resultados | Resultados | Resultados | Resultados | Resultados | Resultados | Resultados | Resultados | Resultados |
| 1       | Stavros Konstantinou |            |            |            |            |            |            |            |            | Ganador    |            |            |
| 2       | Tamta Goduadze       |            |            |            |            |            |            |            |            | 2° Lugar   |            |            |
| 3       | Nikos Ganos          |            |            |            | Btm 2      | Btm 3      | Btm 2      | Btm 2      | Elim       |            |            |            |
| 4       | Andreas Menelaou     |            |            |            |            |            | Btm 3      | Elim       |            |            |            |            |
| 5       | Christos Zan Batist  |            | Btm 2      | Btm 3      |            | Btm 3      | Elim       |            |            |            |            |            |
| 6       | Chriso Stamatopoulou |            |            | Btm 2      | Btm 3      | Elim       |            |            |            |            |            |            |
| 7       | Giorgos Petritis     |            |            |            | Elim       |            |            |            |            |            |            |            |
| 8       | Georgia Lazopoulou   | Btm 2      | Btm 3      | Elim       |            |            |            |            |            |            |            |            |
| 9       | Theodoris Panas      | Btm 3      | Elim       |            |            |            |            |            |            |            |            |            |
| 10      | Vasia Bresta         | Elim       |            |            |            |            |            |            |            |            |            |            |